# Les Evans (cầu thủ bóng đá, sinh năm 1929)
Leslie Norman Evans (13 tháng 10 năm 1929 – tháng 4 năm 2007) là một cầu thủ bóng đá người Anh thi đấu ở vị trí tiền vệ chạy cánh.

## Sự nghiệp
Sau khi thi đấu cho Brierley Hill Alliance, Evans gia nhập đội bóng Cardiff City tại Football League. Tuy nhiên, sự hiện diện của George Edwards đã làm giới hạn số lần ra sân của ông, khi chỉ thi đấu được 3 trận và ghi 1 bàn. Sau đó ông gia nhập Plymouth Argyle nhưng không thể góp mặt trong đội hình chính.